# Henri Viotta
Henricus Anastasius (Henri) Viotta (Amsterdam, 16 juli 1848 – Montreux, 17 februari 1933) was een Nederlands componist en dirigent. Hij was de oprichter en eerste dirigent van het Residentie Orkest. Daarnaast was hij advocaat.

## Het begin
Hij was zoon van arts-musicus Joannes Josephus Viotta (J.J. Viotta) en Helena Petronella Louise Gelissen. Vader is de componist van vele nu nog steeds bekende liedjes op teksten van J.P. Heije (gegevens 2022).
Henri Viotta ontving eerst muziekonderwijs van zijn vader, bezocht daarnaast de muziekschool van pianist en organist Wilhelmus Smits. Hij hield zich al vroeg bezig met de studie van opera's. Toen hij tien was hoorde hij voor het eerst Tannhäuser van Richard Wagner en dit maakte diepe indruk. Andere docenten uit de beginperiode waren Richard Hol (compositieleer) en Fr. of F. Merlen (cello). Hij speelde dan ook al in 1861 mee op de cello tijdens een concert. Een jaar later volgde zijn eerste werk, een Ouverture in Es. Hij trok naar Keulen om er in 1864 en 1865 aan het conservatorium les te nemen bij Ferdinand Hiller (compositieleer), H. Schmidt (cello), Breuning (piano) en Otto von Königslöw (kwartetspel).
Hij gaf vervolgens zelf enkele jaren muziekles, en was dirigent van de Amsterdamsche Orkest Vereeniging (1869-1870). Hij schreef zich in 1871 in bij de Rijksuniversiteit Leiden om rechtsgeleerdheid te gaan studeren. Hij leidde tijdens zijn studie onder meer een uitvoering van de door hem gecomponeerde Mis en componeerde de Feestmars voor een lustrum van de Universiteit. In 1876 bezocht Viotta het eerste Bühnenfestspiel in Bayreuth en zag daar de première van Der Ring des Nibelungen, wat leidde tot een uitvoerig opstel over Wagner in De Gids. Daarnaast zette hij ook zijn studie voort en promoveerde in 1877 op de dissertatie Het auteursrecht van de componist.

## Later
Viotta schreef nu het muziekdrama De zeven raven. Alleen het Voorspel en een Bruidsmars zijn hiervan bewaard gebleven. In 1878 werd hij, nadat hij een concert van de Vereniging Amstels Mannenkoor had gedirigeerd, aangezocht om de functie van directeur van deze vereniging op zich te nemen. Viotta bleef echter vooralsnog bij zijn besluit om de kunst uitsluitend als liefhebberij uit te oefenen en liet zich als advocaat in Amsterdam inschrijven; hij zou maar een jaar advocaat zijn, voordat hij zich geheel aan de muziek wijdde.. Daarnaast publiceerde hij muzikale verslagen in het dagblad Het Noorden, later in de Amsterdamse Courant. Viotta publiceerde ook opstellen in De Gids en Caecilia en werd benaderd door de uitgevers Bührmann en Roothaan om een Lexicon der Toonkunst te bewerken (1879-1885). Naar aanleiding van de dood van Wagner, op 13 februari 1883, schreef hij de biografie Richard Wagner, zijn leven en zijne werken. In datzelfde jaar richtte hij de Wagner-vereniging op, waarvan hij directeur werd. Het doel van de vereniging was de werken van de nieuwe Duitse School, in het bijzonder die van Wagner en Franz Liszt en ook enkele werken van Hector Berlioz, bij de muziekliefhebbers bekend te maken. De Wagnervereniging organiseerde regelmatig opvoeringen van opera's van Wagner, doorgaans met Viotta als dirigent. In 1905 dirigeerde hij bijvoorbeeld de eerste Europese opvoering van Parsifal buiten Bayreuth. Dat was een controversiële daad, aangezien Cosima Wagner, de weduwe van de componist, opvoeringen buiten die stad had verboden.
In de Nederlandse muziekwereld van die dagen, die gedomineerd werd door een conservatieve componist als Johannes Verhulst, die niets in Wagner, Liszt en Berlioz zag, was Viotta een pionier voor de nieuwe muziek. Dat deze drie componisten in Nederland uiteindelijk toch erkenning vonden, is niet in de laatste plaats aan Viotta te danken.
In 1886 werd Viotta gekozen tot directeur van de zangvereniging Excelsior. Onder zijn leiding werden werken van Berlioz als La damnation de Faust, Messe des Morts en Roméo et Juliette, van Vincent d'Indy als Le chant de la cloche en van Peter Benoit als Lucifer opgevoerd. Op 11 april 1888 dirigeerde hij het galaconcert bij de opening van het Amsterdamse Concertgebouw, met Wagner, Händel, Bach en Beethoven op het programma. In 1889 werd Viotta gekozen tot directeur van de Maatschappij Caecilia. In dat jaar richtte hij ook het Maandblad voor Muziek op, waarin hij de denkbeelden van de ‘nieuwe kunst’ in het algemeen en de denkbeelden van Wagner in het bijzonder een podium gaf. Het blad hield het maar vijf jaar vol. Daarnaast werd hij muzikaal medewerker van De Telegraaf en trad hij op als vaste medewerker van De Gids. In de jaren 1893-1896 publiceerde hij de brochurereeks Over hedendaagse toonkunstenaars (bij Van Holkema & Warendorf). In 1900 verscheen Helden der toonkunst bij H.D. Tjeenk Willink & Zoon te Haarlem met 32 portretten van componisten. Viotta was van 1896 tot 1919 directeur van het Koninklijk Conservatorium en was in 1904 de oprichter van het Residentie Orkest, waarvan hij dirigent en directeur bleef tot 1917.
In 1919 legde Viotta al zijn functies neer. In 1920 vestigde hij zich in Clarens in Zwitserland. Later verhuisde hij naar Montreux, waar hij in 1933 stierf. Tussen 1920 en 1925 redigeerde hij vanuit Zwitserland nog een maandblad voor muziek onder de naam Kunst.
Viotta zelf trouwde in 1897 met zangeres en leerlinge Leonie Wilson (met wie hij een zoon kreeg), na haar overlijden hertrouwde hij met Alice Prager.
Op de Richard Wagnerstraat in Amsterdam werd in 1948 het Monument Henri Viotta geplaatst, gemaakt door Hildo Krop. Pas in 1956 kreeg Amsterdam ook een Henri Viottakade. Het is een deel van de zuidelijke kade (zonder huisnummers) langs het Zuider Amstelkanaal.

## Composities[5]
- Ouverture in Es (1862)
- Mis voor mannenstemmen en orgel (1868)
- Symfonisch gedicht Columbus (1868)
- Strijkkwartet
- Concert voor violoncel
- Feestmars bij het 300-jarig bestaan der Leidsche Universiteit (1875)
- Ouverture en Bruidsmars uit de opera De zeven raven (1877)
- Verschillende marsen
- Gecomponeerde dialoog voor Webers Der Freischütz
- 12 Lieder für eine Singstimme und Piano
- Inhuldigingscantate op woorden van mr. J.E. Banck (1898)

## Boeken
- Lexicon der Toonkunst, 1e deel, F.C. Bührmann en Albert Roothaan, Amsterdam, 1881
- 2e deel, P.N. van Kampen & Zoon, Amsterdam, 1883
- 3e deel, P.N. van Kampen & Zoon, Amsterdam, 1885
- Richard Wagner, zijn leven en zijne werken, J.F. van Druten, Sneek, 1883
- Over hedendaagse toonkunstenaars, Van Holkema & Warendorf, Amsterdam, gepubliceerd in 20 afleveringen, 1893-1896
- Helden der toonkunst van de zestiende eeuw tot op onzen tijd, H.D. Tjeenk Willink & Zoon, Haarlem, 1900

- Bibliothèque nationale de France: cb16850446t (data)
- Biografisch Portaal: 63245015
- Digitale Bibliotheek voor de Nederlandse Letteren: viot001
- Gemeinsame Normdatei: 117435198
- International Standard Name Identifier: 0000 0000 3997 9624
- Library of Congress Control Number: no93036667
- Nederlandse Thesaurus van Auteursnamen: 068941269
- Virtual International Authority File: 10623385
- WorldCat: E39PBJwxGTP3jjKh8QYmJ4hrbd